# ألفونس بيرتيلون
ألفونس بيرتيون (22 أبريل 1853 - 13 فبراير 1914) هو ضابط شرطة فرنسي وباحث في القياسات الحيوية الذي طبق التقنية الأنثروبولوجية للقياسات البشرية لإنفاذ قانون إنشاء نظام تحديد يعتمد على القياسات المادية. كانت القياسات الأنثروبومترية أول نظام علمي تستخدمه الشرطة لتحديد المجرمين. قبل ذلك الوقت، لم يمكن التعرف على المجرمين إلا بالاسم أو الصورة. استُبدلت الطريقة في النهاية ببصمات الأصابع.
ابتكر كذلك التصوير الجنائي التعريفي. بدأ تصوير المجرمين في أربعينيات القرن التاسع عشر بعد بضع سنوات فقط من اختراع التصوير الفوتوغرافي، ولكن بيرتيلون لم يوحد العملية إلا في عام 1888.
استُخدمت أدلته الخاطئة لإدانة ألفريد دريفوس خطًا في قضية دريفوس.

## سيرته الذاتية
ولد بيرتيلون في باريس. هو ابن الإحصائي لويس أدولف بيرتيلوناند الأخ الأصغر للإحصائي والديموغرافي جاك بيرتيلون.
بعد طرده من مدرسة فرساي الإمبراطورية، عمل بيرتيون في عدد من الوظائف في إنجلترا وفرنسا، قبل أن يجري تجنيده في الجيش الفرنسي في عام 1875. بعد عدة سنوات، سُرح من الجيش بدون حصوله على تعليم جامعي، لذلك رتب والده لعمله في وظيفة كتابية منخفضة المستوى في مكتب الشرطة في باريس. هكذا، بدأ بيرتيلون مسيرته المهنية في الشرطة في 15 مارس 1879 ناسخًا في القسم.
لكونه رجلًا منظمًا، كان غير راضٍ عن الأساليب المخصصة المستخدمة لتحديد العدد المتزايد من المجرمين الذين أُلقي القبض عليهم من قبل، فضلًا عن تزايد معدل الإجرام باطراد في فرنسا منذ عام 1870، ما ساهم في ابتكاره للقياسات الأنثروبومترية. أجرى قياساته في أوقات فراغه. استخدم سجن لا سانتي الشهير في باريس لأنشطته، حيث واجه سخرية من نزلاء السجن وكذلك ضباط الشرطة.
ابتكر بيرتيلون أيضًا العديد من تقنيات الطب الشرعي الأخرى، بما في ذلك استخدام معدات الطباعة الكهربائية للحفاظ على آثار الأقدام والمقذوفات والدينامومتر، المستخدمة لتحديد درجة القوة المستخدمة في الكسر والدخول.
استند المعيار الذي ابتُكر نحو 100 عام مضى لمقارنة 16 من خصائص تحديد الآثار الخفية في مسرح الجريمة مقابل السجلات الجنائية لآثار بصمات الأصابع إلى ادعاءات في ورقة بحثية نُشرت عام 1912 في بيرتيلون في فرنسا.
توفي بيرتيلون في 13 فبراير 1914 في باريس.

## قضية بيرتيلون ودريفوس
كان بيرتيلون شاهد ادعاء في قضية دريفوس في عام 1894 ومرة أخرى في عام 1899. أدلى بشهادته بصفته خبيرًا في خط اليد وادعى أن ألفريد دريفوس كتب وثيقة التجريم (المعروفة باسم «الحدود»). مع ذلك، لم يكن خبيرًا في الكتابة اليدوية، وكانت أدلته المعقدة والمعيبة عاملًا مهمًا في واحدة من أكثر حالات إخفاق العدالة سيئة السمعة - إدانة دريفوس البريء بالسجن مدى الحياة في جزيرة الشيطان.
باستخدام نظام معقد من القياسات، حاول بيرتيلون إثبات أن دريفوس حاول أخفى خط يده من خلال تقليد خط يده كما لو كان شخص آخر يفعل ذلك، ليعتقد أي شخص يرى الوثيقة في يد دريفوس، فسيكون قادرًا على القول إن شخصًا آخر قام بتزوير كتاباته. من الواضح أن كلتا المحكمتين العسكريتين قبلت ذلك الادعاء، وأدين دريفوس. تسبب حكم المحكمة العسكرية الثانية بفضيحة كبيرة، وأُلغي في النهاية.
اعتبر الكثير بيرتيلون غريب أطوار. وفقًا لموريس باليولوج، الذي رآه في المحكمة العسكرية الثانية، فإن بيرتيلون «لم يكن بالتأكيد على اطلاع كامل بما يملكه من أدلة». يمضي باليولوج في وصف حجة بيرتيلون بأنها «نسج طويل من السخافات».
ادعى بيرتيلون أن نظامه الرسومي كان يعتمد على حساب الاحتمالات الرياضية. خلص تحليل لاحق أجراه ثلاثة علماء رياضيات مشهورين في عام 1904، هنري بوانكاري وجان جاستون داربوكس وبول إميل أبيل، إلى أن نظام بيرتيلون كان خاليًا من أي قيمة علمية وأنه فشل في تطبيق الطريقة وتقديم بياناته بشكل صحيح. مع هذا الدليل الرئيسي ضد دريفوس، حصل على براءته أخيرًا في عام 1906.